# Nimat Allahiyya
Nimat Al·lahiyya fou un orde sufí iranià fundat al segle xiv. No gaire després del seu establiment va adoptar els principis xiïtes de l'islam. Es va desenvolupar a la Pèrsia sud-oriental i es va estendre cap a l'Índia, fins al temps d'Abbas I el Gran, però després va desaparèixer progressivament durant dos segles i només va subsistir al Dècan, branca que s'havia fundat al segle xv. A l'inici del segle xviii fou reintroduïda a Pèrsia i es va estendre amb força fins a arribar a ser l'orde sufí més important del país, posició que va mantenir fins al final del segle xix quan ja s'havien creat diverses branques.